# Gargela arcualis
Gargela arcualis là một loài bướm đêm trong họ Crambidae.